# Segovia del Doctor
Segovia del Doctor es una entidad de población española del municipio de Membribe de la Sierra, perteneciente a la provincia de Salamanca, en la comunidad autónoma de Castilla y León.

## Historia
Hacia mediados del siglo XIX, el lugar, por entonces referido como una alquería ya perteneciente a Membribe, tenía contabilizada una población de cuatro habitantes. Aparece descrito en el decimocuarto volumen del Diccionario geográfico-estadístico-histórico de España y sus posesiones de Ultramar de Pascual Madoz con las siguientes palabras:

SEGOVIA DEL DOCTOR: alq. en la prov. de Salamanca, part. jud. de Sequeros, térm. municipal de Membrive. pobl.: 1 vec., 4 alm.
(Madoz, 1849, p. 149)

En 2022, tenía empadronados 2 habitantes.